# St. Johannes Baptist (Postbauer-Heng)

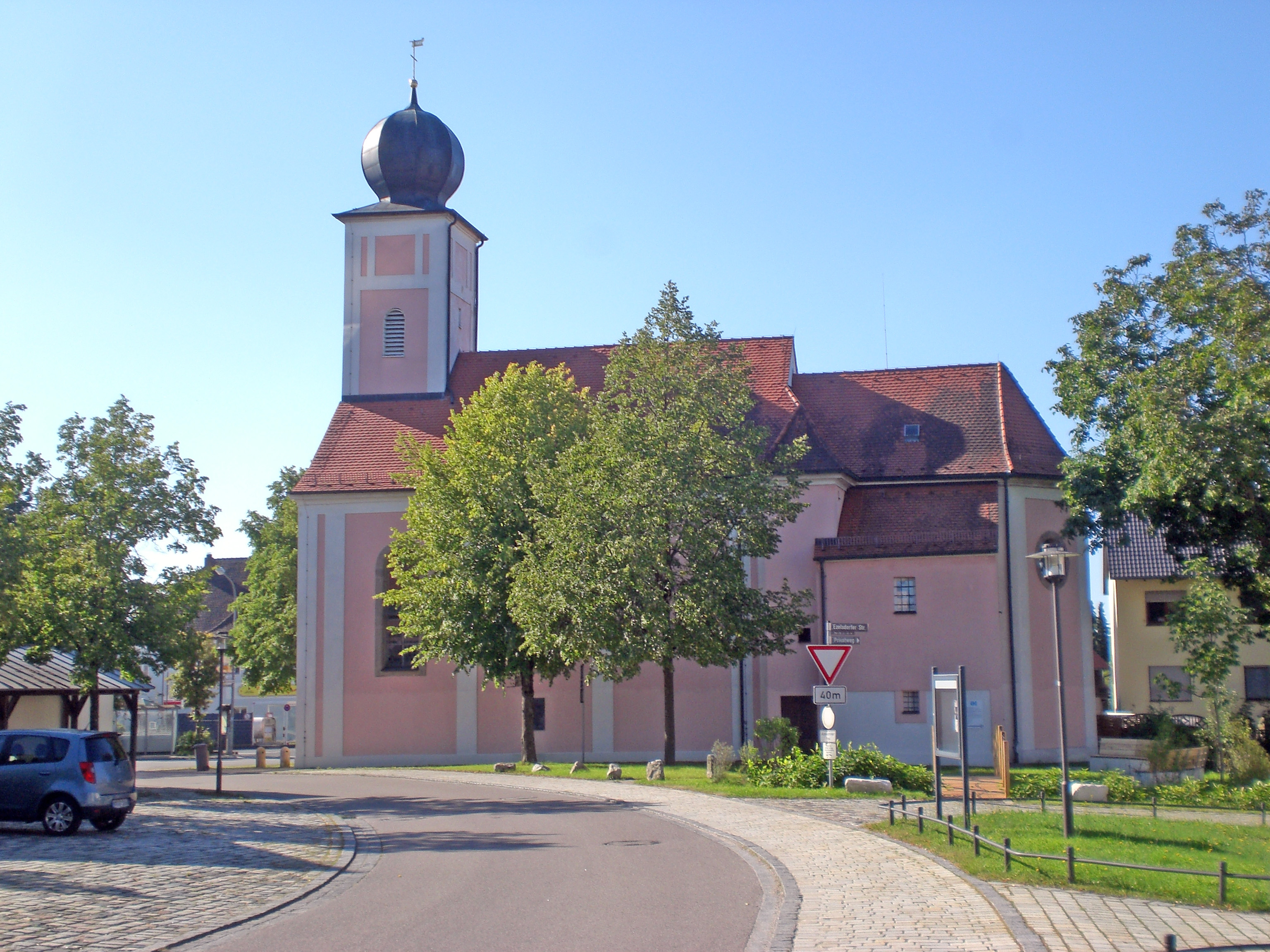
St. Johannes Baptist (Postbauer-Heng)

Die römisch-katholische, denkmalgeschützte Filialkirche St. Johannes Baptist steht in Postbauer-Heng, einem Markt im Landkreis Neumarkt in der Oberpfalz. Die Kirche gehört zum Dekanat Neumarkt in der Oberpfalz des Bistums Eichstätt. Das Bauwerk ist als Baudenkmal in die Bayerische Denkmalliste eingetragen.

## Beschreibung
Die nach Westen gerichtete Saalkirche wurde 1722 erbaut und 1951 nach den Zerstörungen im Zweiten Weltkrieg erneuert. An ihren eingezogenen, dreiseitig geschlossenen Chor schließt sich im Osten ein Langhaus mit drei durch Lisenen markierte Achsen an, aus dessen Satteldach sich im Osten ein quadratischer Dachreiter erhebt, der den Glockenstuhl beherbergt und der mit einer Zwiebelhaube bedeckt ist. In der Fassade im Osten befindet sich das Portal, das mit einem Sprenggiebel bedeckt ist, der das Wappen des Deutschen Ordens umschließt. 
Der Innenraum des Langhauses ist mit einem Tonnengewölbe überspannt. Zur Kirchenausstattung gehört ein im Zweiten Weltkrieg beschädigter Hochaltar, der 1988 instand gesetzt wurde. Dem Altarretabel wurde eine Nachbildung der von Bartolomé Esteban Murillo gemalten Taufe Jesu hinzugefügt.